# 山形農政事務所
山形農政事務所（やまがたのうせいじむしょ）は、農林水産省の地方支分部局である東北農政局の出先機関だった。
2011年9月1日施行の「農林水産省設置法の一部を改正する法律」によって廃止された。

## 組織
- 山形地域センター（山形市松波）
- 酒田地域センター（酒田市光ヶ丘）

## 管内事務所
- 最上川下流沿岸農業水利事業所 （東田川郡庄内町余目字滑石）  
  - 最上川下流沿岸農業水利事業所
- 米沢平野農業水利事業所（米沢市駅前）